# Mahler (project)

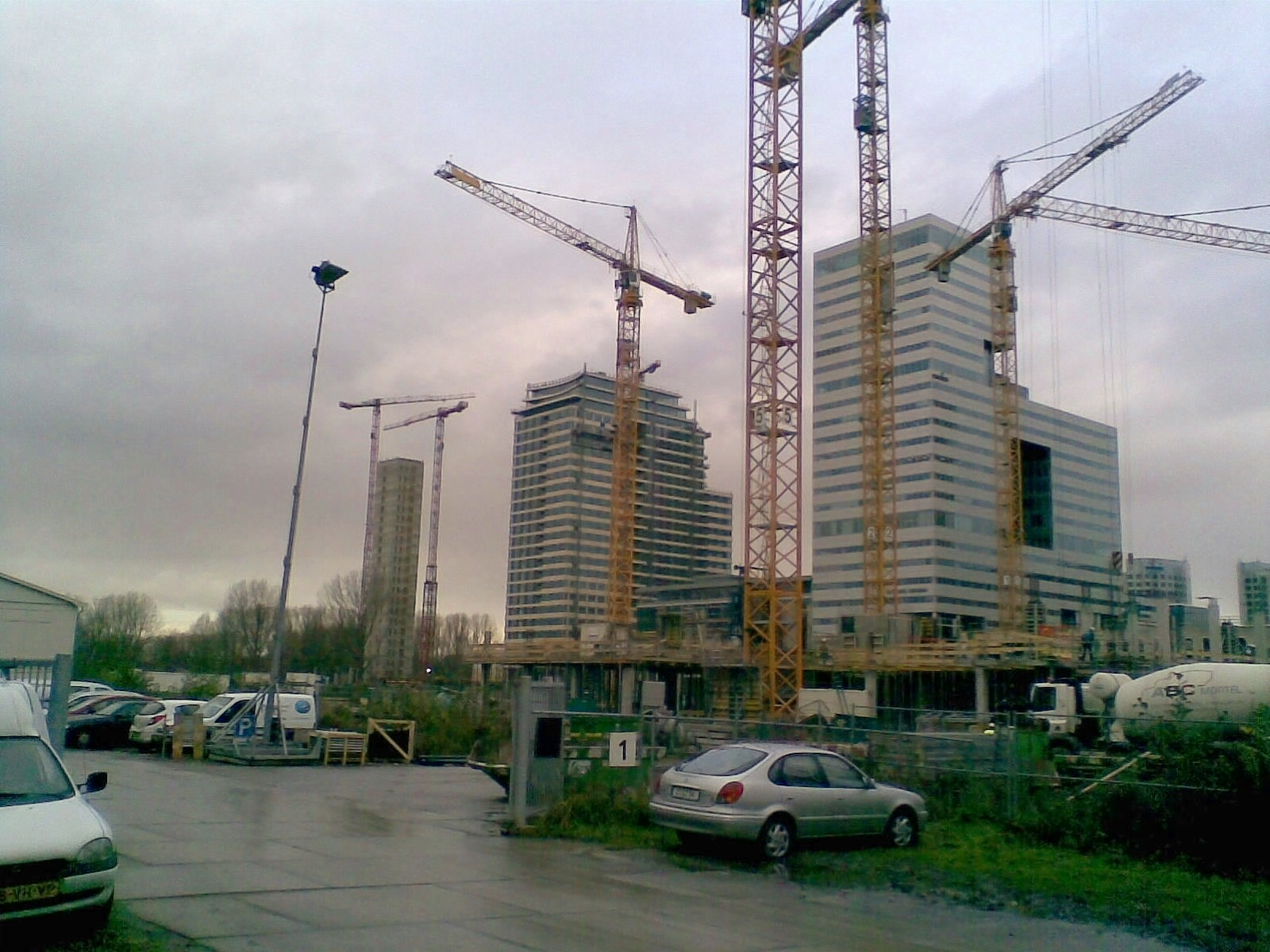
Mahler4 in aanbouw in 2007.

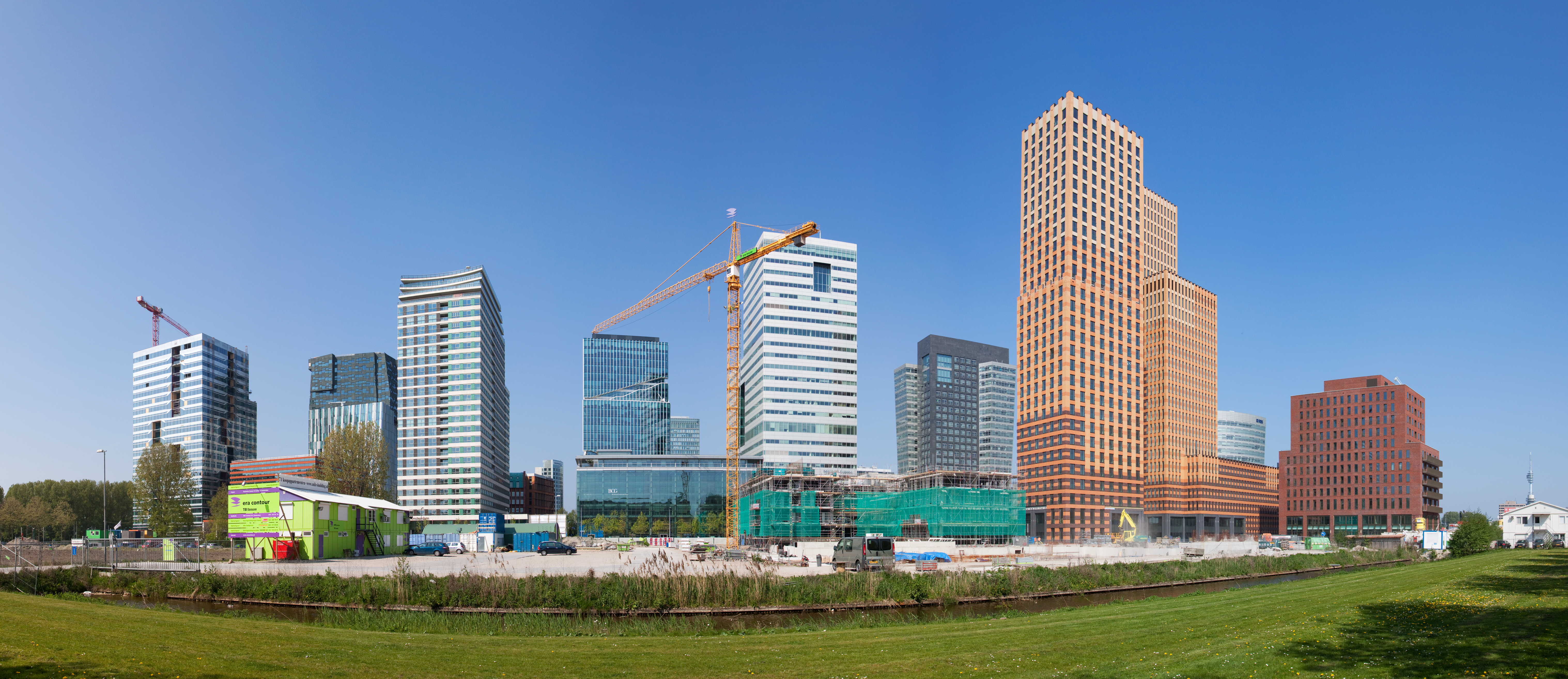
Mahler4 voltooid, gezien vanaf de De Boelelaan. Eerste gedeelte Gershwin in aanbouw (foto 2011).

Mahler4, of Mahler, is een van de deelplannen van de Amsterdamse wijk Zuidas. Het project is gelegen tussen Gustav Mahlerlaan, Gustav Mahlerplein, Ringweg A10 en de Parnassusweg.
Met Mahler4 werd begonnen in 2002 en daarmee was het een van de eerste projecten van de Zuidas. De kantoren in Mahler4 bieden plaats aan ruim 6.000 arbeidsplaatsen van gerenommeerde bedrijven in de zakelijke dienstverlening. Diagonaal door de rechthoekige bouwkavels loopt de voetgangersstraat Claude Debussylaan richting station Amsterdam Zuid.

## Gebouwen
| Bouwnummer | Fase | Bouwnaam | Huidige naam                             | Architect                    |
| ---------- | ---- | -------- | ---------------------------------------- | ---------------------------- |
| 1AH        | 1    | ITO      | Ito-toren                                | Toyo Ito                     |
| 1AL        | 1    | SOM      | SOM                                      | Skidmore, Owings and Merrill |
| 1B         | 1    | Viñoly   | Viñoly                                   | Rafael Viñoly                |
| 2B         | 2    | Egeraat  | The Rock (De Brauw Blackstone Westbroek) | Design Erick van Egeraat     |
| A2         | 2    | CIE      | New Amsterdam                            | de Architekten Cie.          |
| 3BH        | 3    | Graves   | Baker McKenzie House                     | Michael Graves & Associates  |
| 3AH        | 3    | UNStudio | UNStudio Tower                           | UNStudio                     |
| 3AL        | 3    | FOA      | FOA                                      | Foreign Office Architects    |

## Feiten
- 194 woningen, 41.900 m²
- 166.500 m² kantoren
- 26.563 m² voorzieningen waaronder een parkeergarage voor maximaal 1912 plaatsen

## Galerij

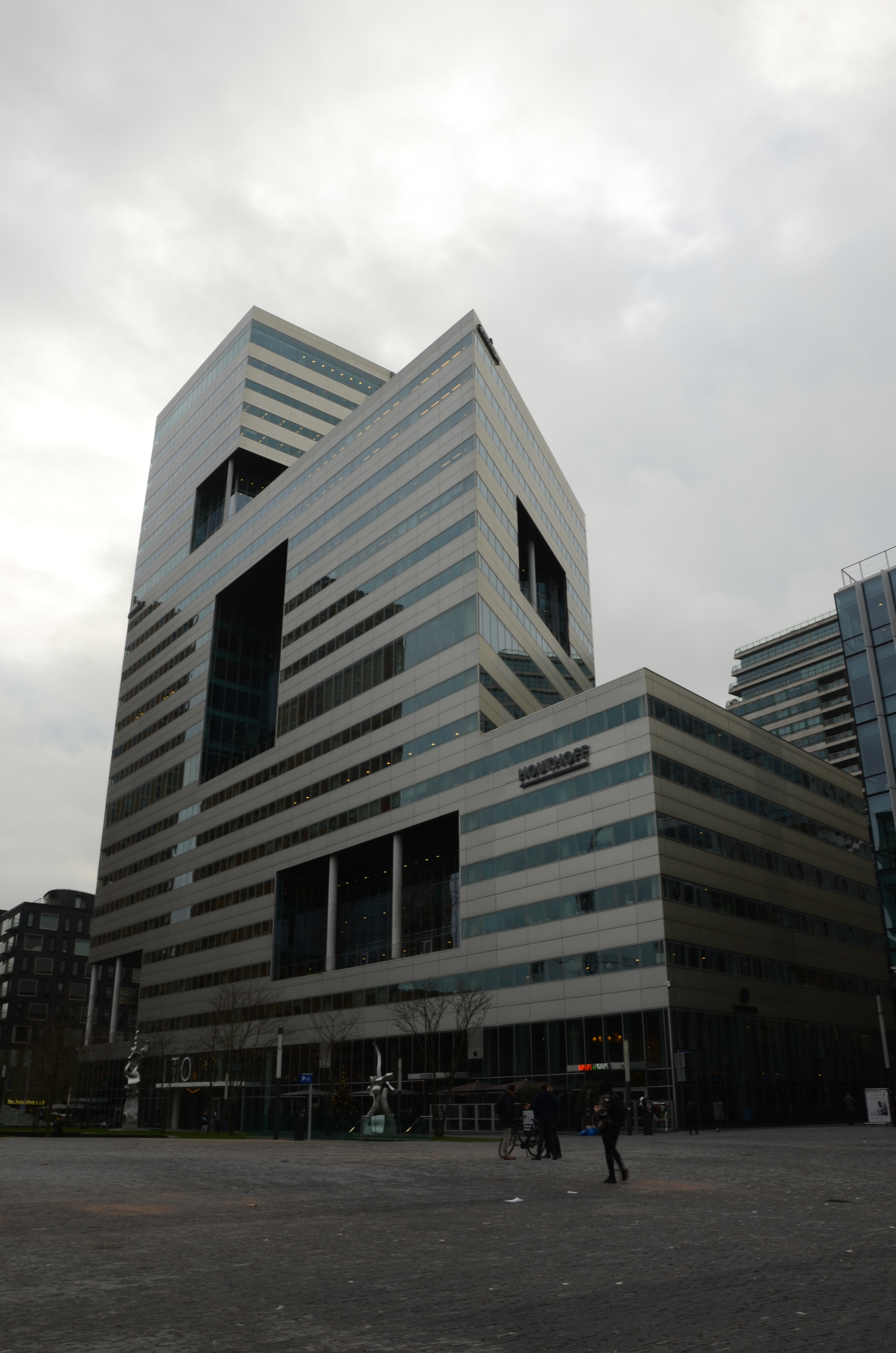
Ito-toren
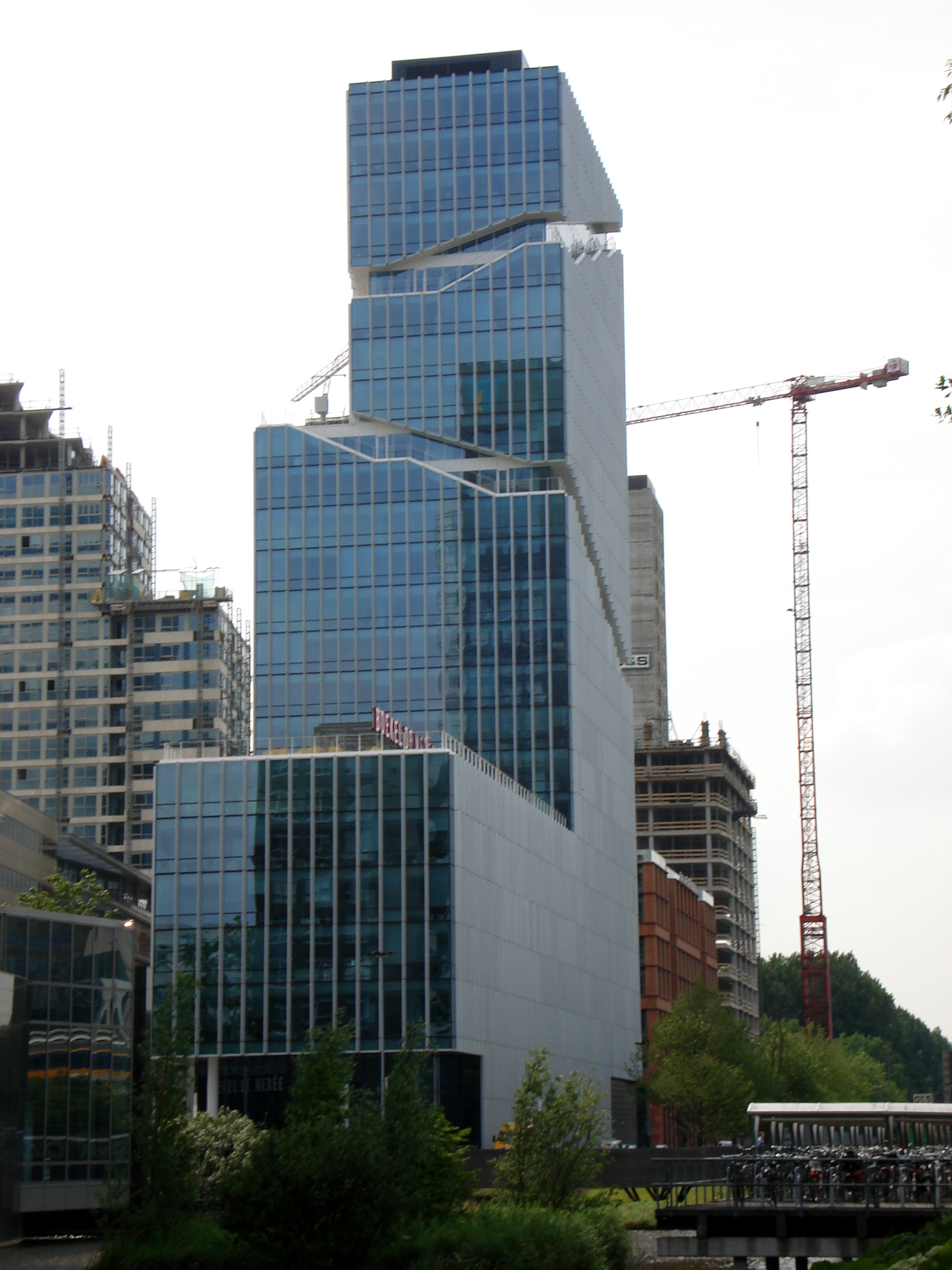
Viñoly
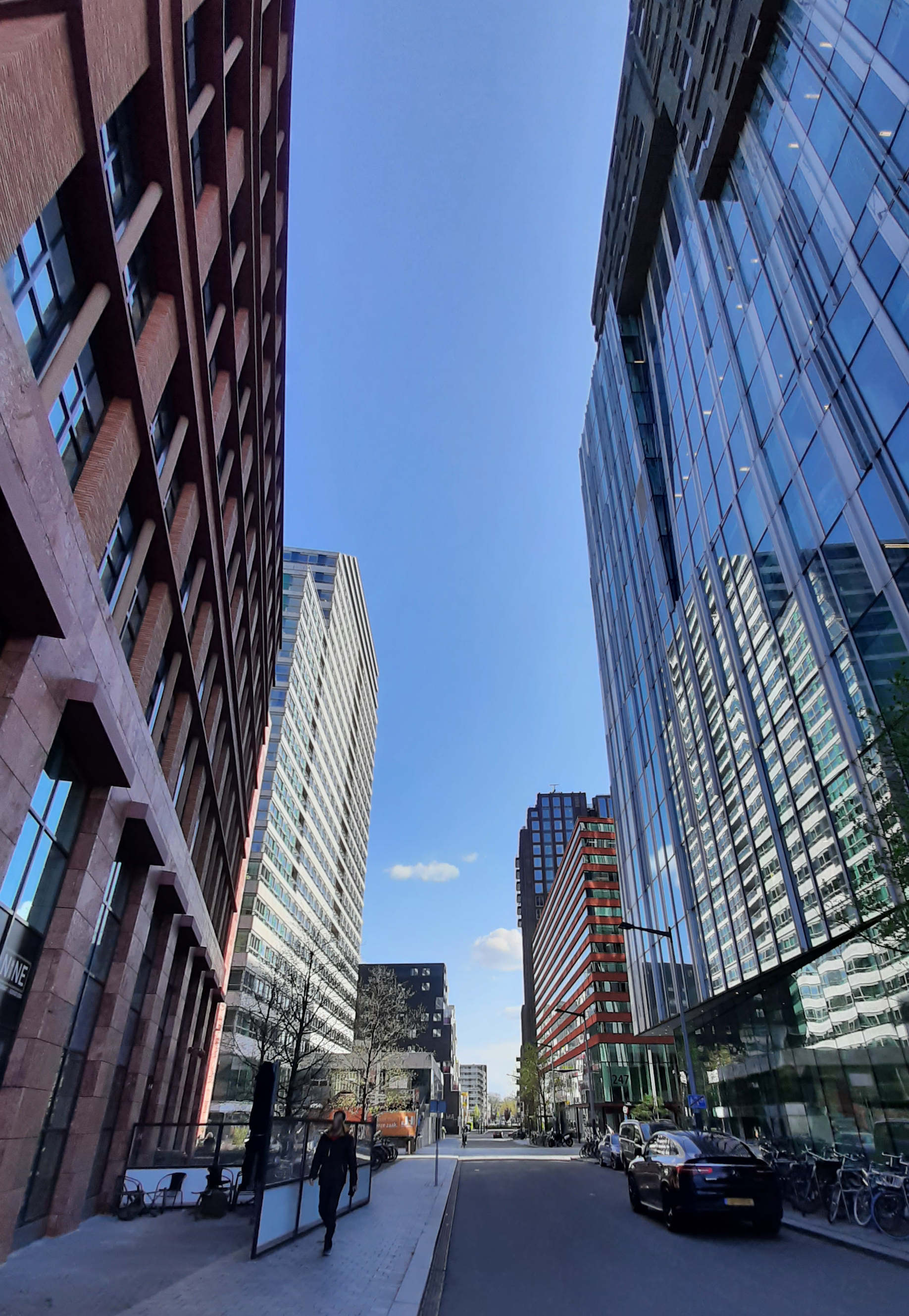
Benjamin Brittenstraat
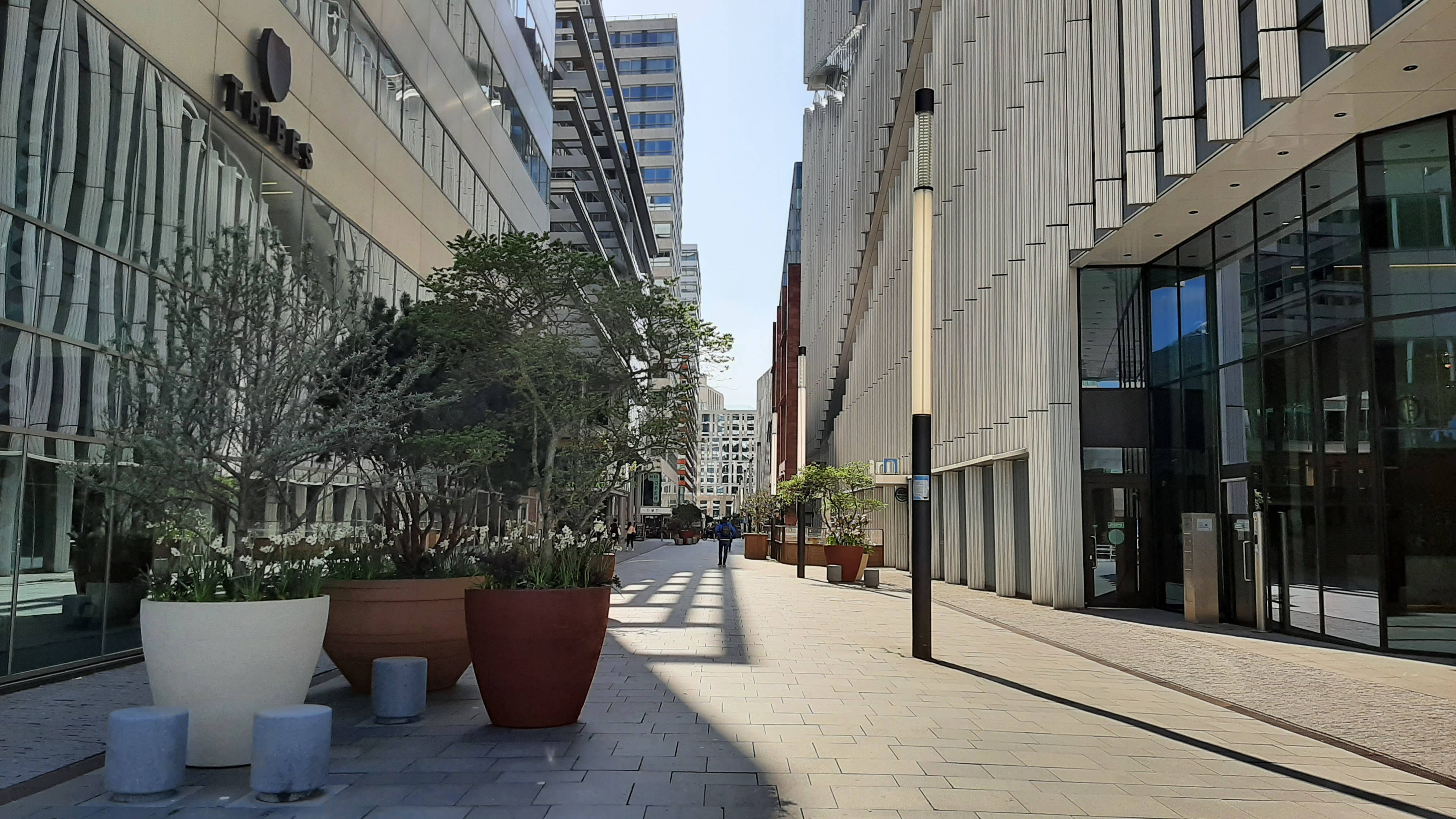
Claude Debussylaan
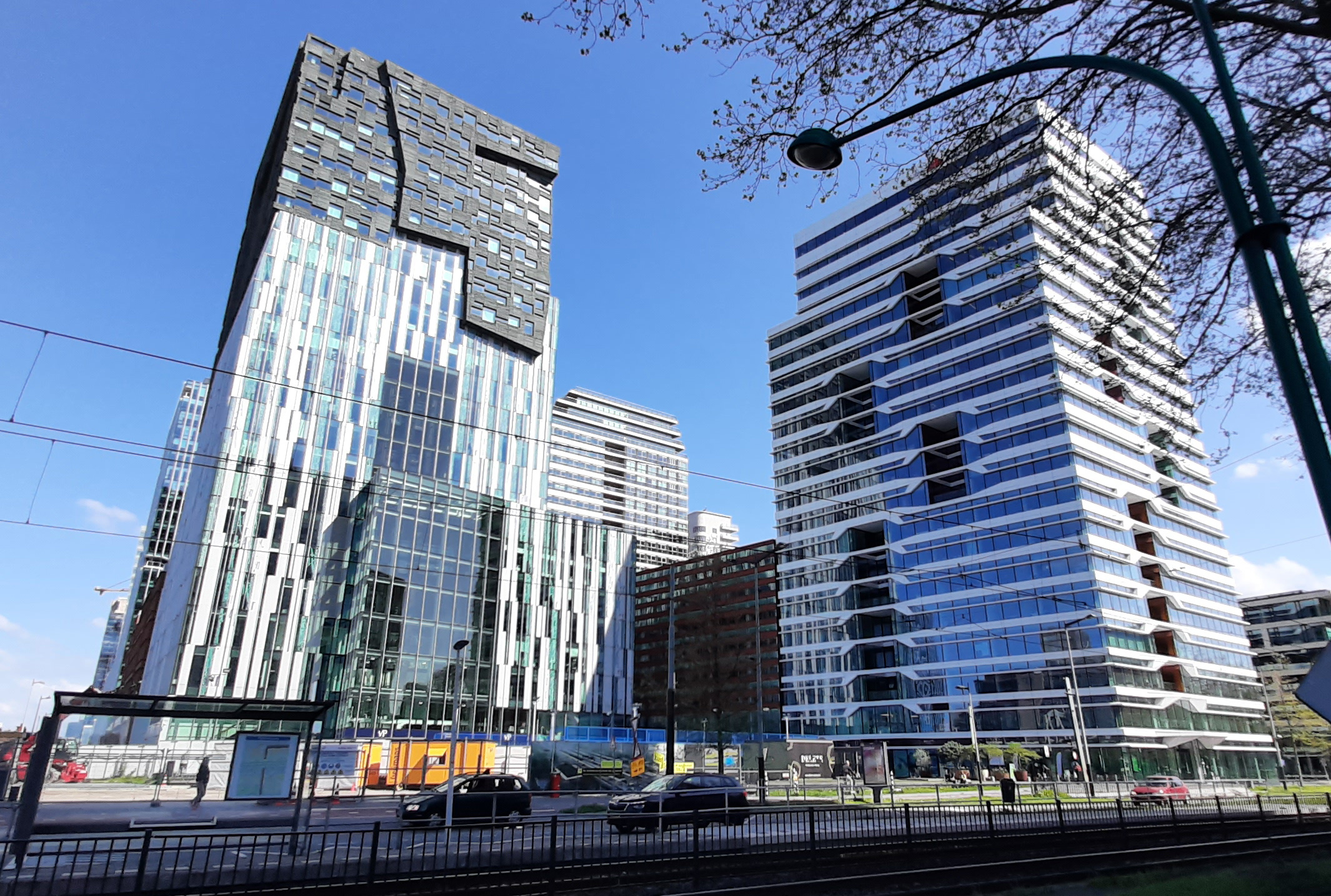
The Rock, New Amsterdam, UNStudio Tower
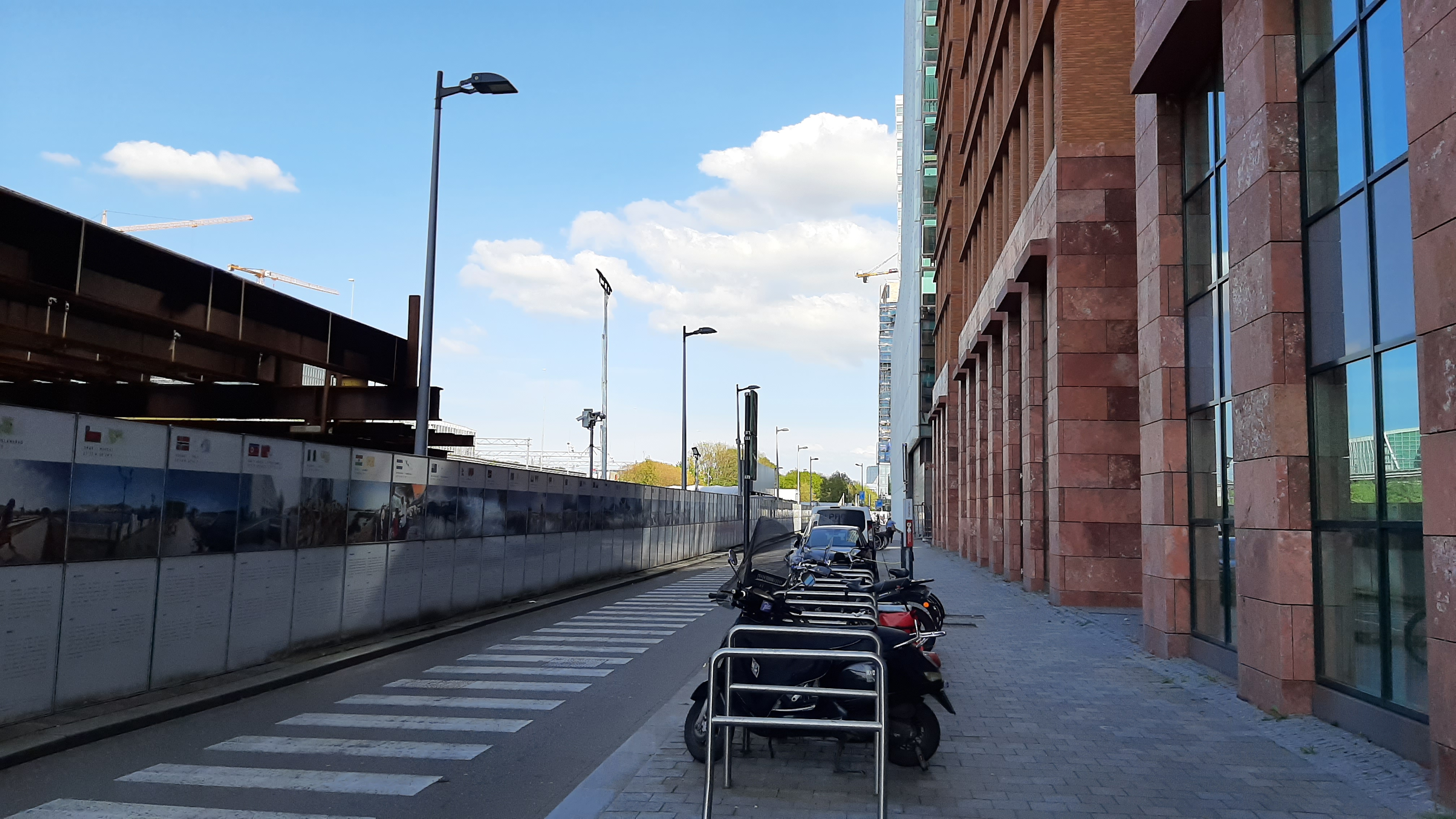
Arnold Schönberglaan en bouwlocatie van Zuidasdok